# Dalton Kincaid
Dalton Kincaid (Las Vegas, Nevada; 18 de octubre de 1999) es un jugador profesional estadounidense de fútbol americano, se desempeña en la posición de tight end en Buffalo Bills, en la National Football League (NFL).

## Carrera
Hizo su debut profesional con el equipo Buffalo Bills, lleva jugando una temporada, comenzó en el 2023.